# Mount Picton
Mount Picton är ett berg i Australien. Det ligger i regionen Huon Valley och delstaten Tasmanien, i den sydöstra delen av landet, omkring 66 kilometer sydväst om delstatshuvudstaden Hobart. Toppen på Mount Picton är 1 295 meter över havet. Mount Picton ligger vid sjön Steanes Tarn.
Runt Mount Picton är det mycket glesbefolkat, med 2 invånare per kvadratkilometer.. Det finns inga samhällen i närheten. 
I omgivningarna runt Mount Picton växer i huvudsak städsegrön lövskog. Genomsnittlig årsnederbörd är 1 496 millimeter. Den regnigaste månaden är juli, med i genomsnitt 181 mm nederbörd, och den torraste är februari, med 68 mm nederbörd.